# Кроянти (Поморське воєводство)
Кроянти (пол. Krojanty, нім. Krojanten) — село в Польщі, у гміні Хойниці Хойницького повіту Поморського воєводства.
Населення — 898 осіб (2011).
У 1975-1998 роках село належало до Бидгощського воєводства.

## Демографія
Демографічна структура станом на 31 березня 2011 року:
|          | Загалом | Допрацездатний вік | Працездатний вік | Постпрацездатний вік |
| -------- | ------- | ------------------ | ---------------- | -------------------- |
| Чоловіки | 459     | 143                | 293              | 23                   |
| Жінки    | 439     | 108                | 271              | 60                   |
| Разом    | 898     | 251                | 564              | 83                   |